# Jean Jullien (Grafiker)
Jean Jullien (geboren am 14. März 1983 in Cholet) ist ein französischer Grafiker, Illustrator, Videokünstler und Fotograf, der in London lebt und arbeitet. In der Nacht nach den Terroranschlägen vom 13. November 2015 in Paris malte er mit einem Schreibpinsel das symbolhafte Bild Peace for Paris und veröffentlichte auf Twitter und Instagram ein Foto davon, welches sich innerhalb weniger Stunden weltweit verbreitete.

## Leben und Werk
Jullien wuchs in Nantes auf und studierte Grafikdesign in Quimper. Danach ging er nach London, wo er weitere Studienabschlüsse erarbeitete – 2008 am Central Saint Martins College of Art and Design und 2010 am Royal College of Art. Er arbeitet eng mit dem Musiker The Coward zusammen. Sein Arbeitsspektrum ist weit gefächert und reicht von Illustration, Fotografie, Video, Plakat und Buch bis zu Kostüm und Kleidung. Im Jahr 2011 gründete er Jullien Brothers, ein Duo, spezialisiert auf bewegte Bilder. 2012 gründete er – gemeinsam mit Yann Le Bec und Gwendal Le Bec – News of the Times, einen Visual Blog. Nach dem Anschlag auf Charlie Hebdo antwortete er mit einer Grafik, die einer Maschinenpistole einen Zeichenstift entgegensetzte.

## Peace for Paris
Noch in der Nacht der Pariser Anschläge veröffentlichte Jullien auf Twitter und Instagram das Foto seiner spontan angefertigten Tuschmalerei, welche eine Kombination aus dem CND-Friedenszeichen und der Silhouette des Eiffelturms darstellt. Es fand binnen weniger Stunden weltweite Verbreitung – mit mehr als 1,3 Millionen Likes auf Instagram, auf der Französischen Botschaft in Berlin, vor der Französischen Botschaft in Moskau, in Zeitungen, Plakaten, T-Shirts, bei Trauerkundgebungen. Solidarische Menschen malten sich das Zeichen auf die Wange, andere rekonstruierten es mittels Kerzen.
Trotz der Verbreitung über soziale Medien und zahlreicher Nachahmungen ist die Originalgraphik Julliens urheberrechtlich geschützt.

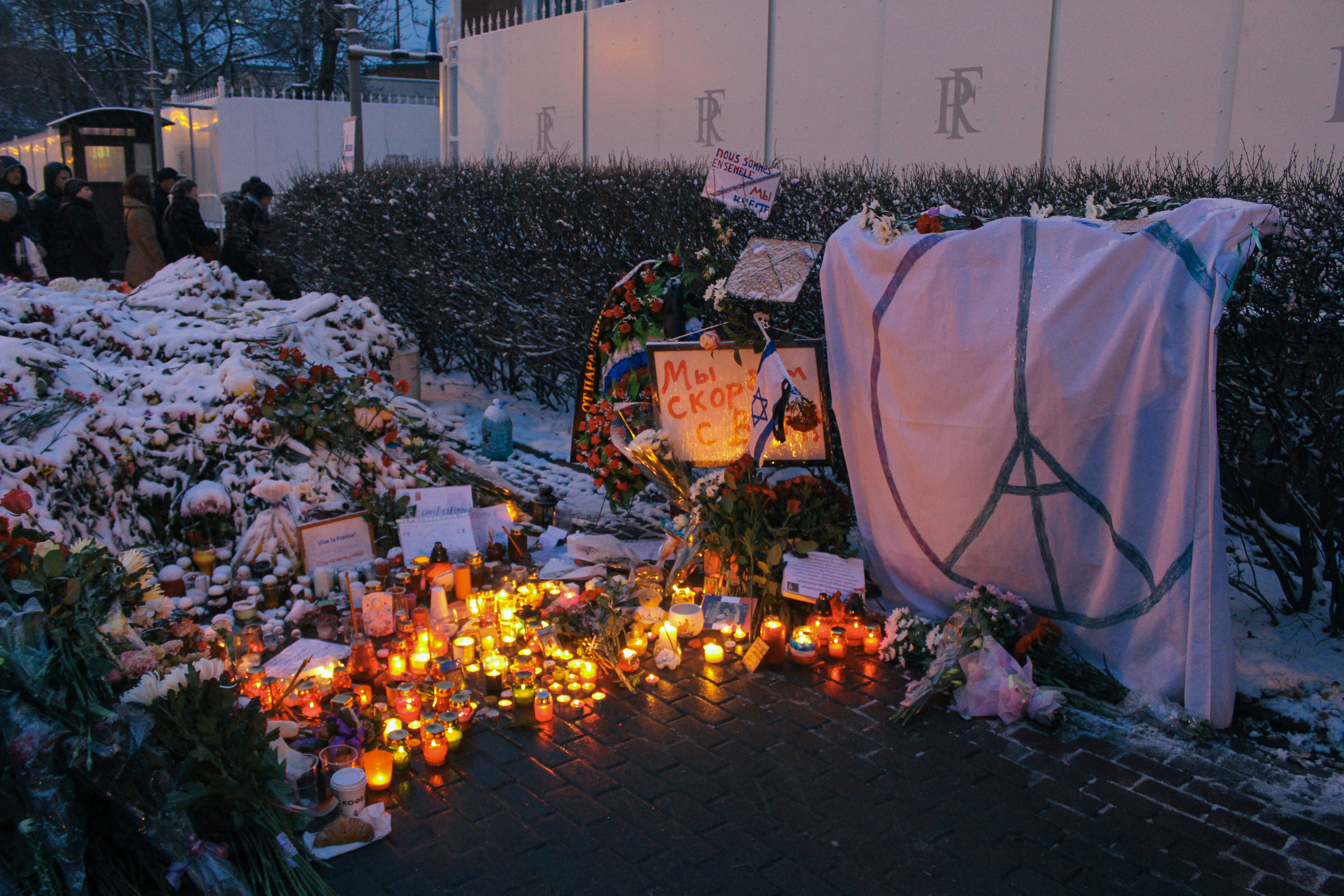
Nachahmung vor der Französischen Botschaft in Moskau

Jean Jullien definierte seine Grafik gegenüber Time als „Zeichen des Friedens“. Er habe im Radio von den Terrorattacken erfahren, griff zum Pinsel, malte mit Tinte die abstrakten Umrisse des Eiffelturms in einem Kreis, fotografierte seine Zeichnung ab und postete sie.

## Zitat
„Ich kann nicht sagen, dass ich glücklich bin. Was in Paris passiert ist, ist eine Tragödie. Aber ich kann das sagen: In all dem Horror gibt es etwas Positives. Menschen kommen zusammen, in einem Gefühl der Einigkeit und des Friedens.“

## Buchpublikationen
- 2012: Des mots globe-trotters (gemeinsam mit Sylvain Alzial)
- 2014: Ralf
  - spanischsprachige Version: Ralf, 2015
- 2015: Alceste la chouette, roi du camouflage (gemeinsam mit Sean Taylor)
  - englischsprachige Version: Hoot Owl, Master of Disguise, ebenfalls 2015